# Colonia Michoacana, delstaten Mexiko
Colonia Michoacana är en ort i Mexiko, tillhörande kommunen Chalco i delstaten Mexiko. Colonia Michoacana ligger i den centrala delen av landet och tillhör Mexico Citys storstadsområde. Orten hade 509 invånare vid folkräkningen 2010.